# Śnieg Tatrzański

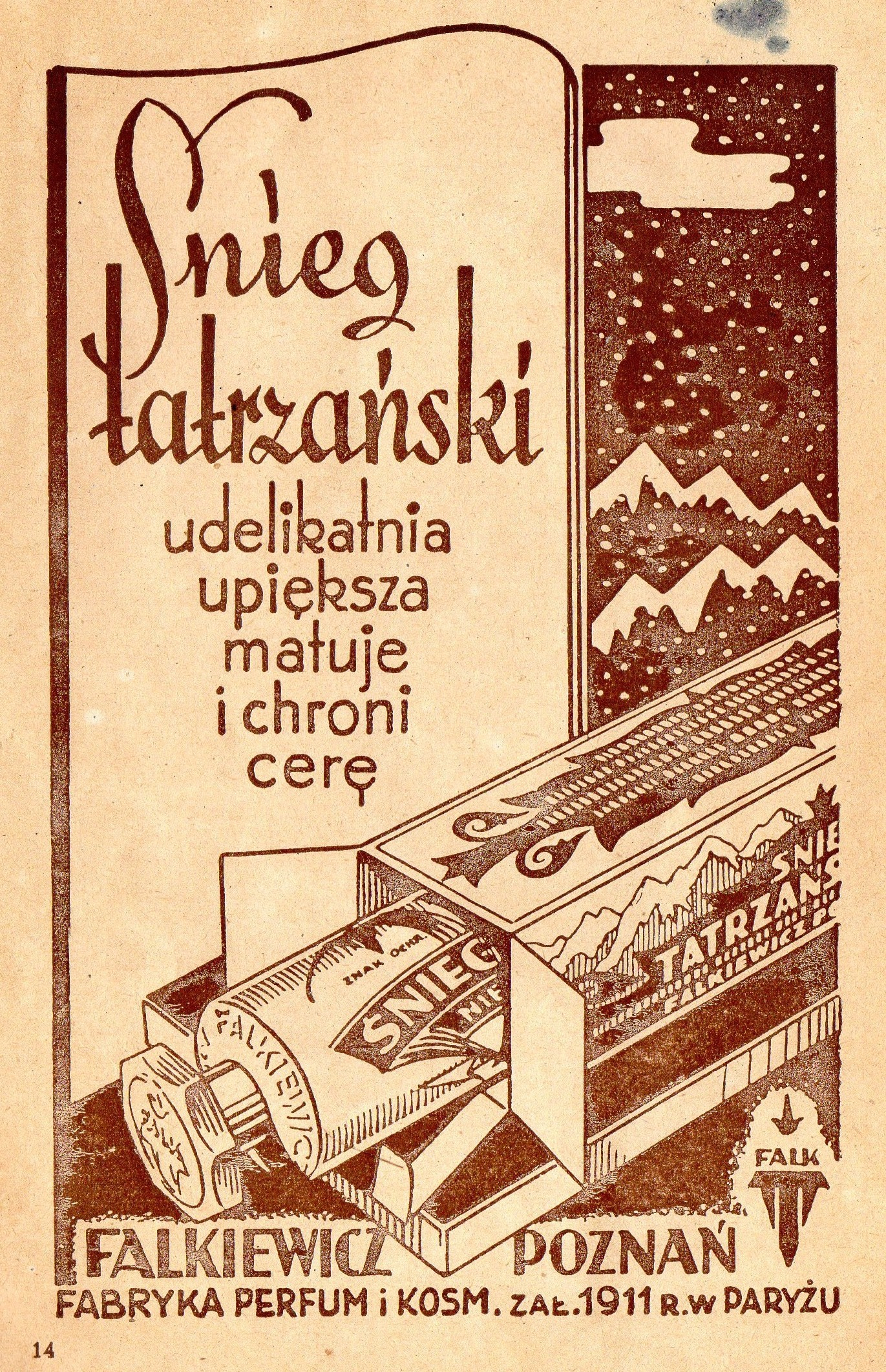
Reklama z 1947

Śnieg Tatrzański – marka kosmetyków produkowanych przez fabrykę Wacława Falkiewicza na poznańskim Łazarzu.
W ramach marki produkowano kremy pielęgnacyjne, szampony i pudry. W latach 30. XX wieku marka posiadała jedną z najsilniejszych kampanii reklamowych na rynku polskim, m.in. wykorzystywano w reklamach postać Poli Negri.